# Пескоразбрасыватель
Пескоразбрасыватель (англ. gritter, sand spreader) — устройство, транспортное средство или навесное оборудование для автомобиля или самоходной машины, выполняющее функцию доставки и распределения песка, пескосоляной смеси или твердых антигололедных реагентов на пешеходных дорожках, дворовых территориях или проезжей части дорог.

## Виды пескоразбрасывателей
Пескоразбрасыватели классифицируют по видам:
- Навесные — крепятся на борт автомобиля или трехточечную систему навески трактораПескосолеразбрасыватель в кузове автомобиля

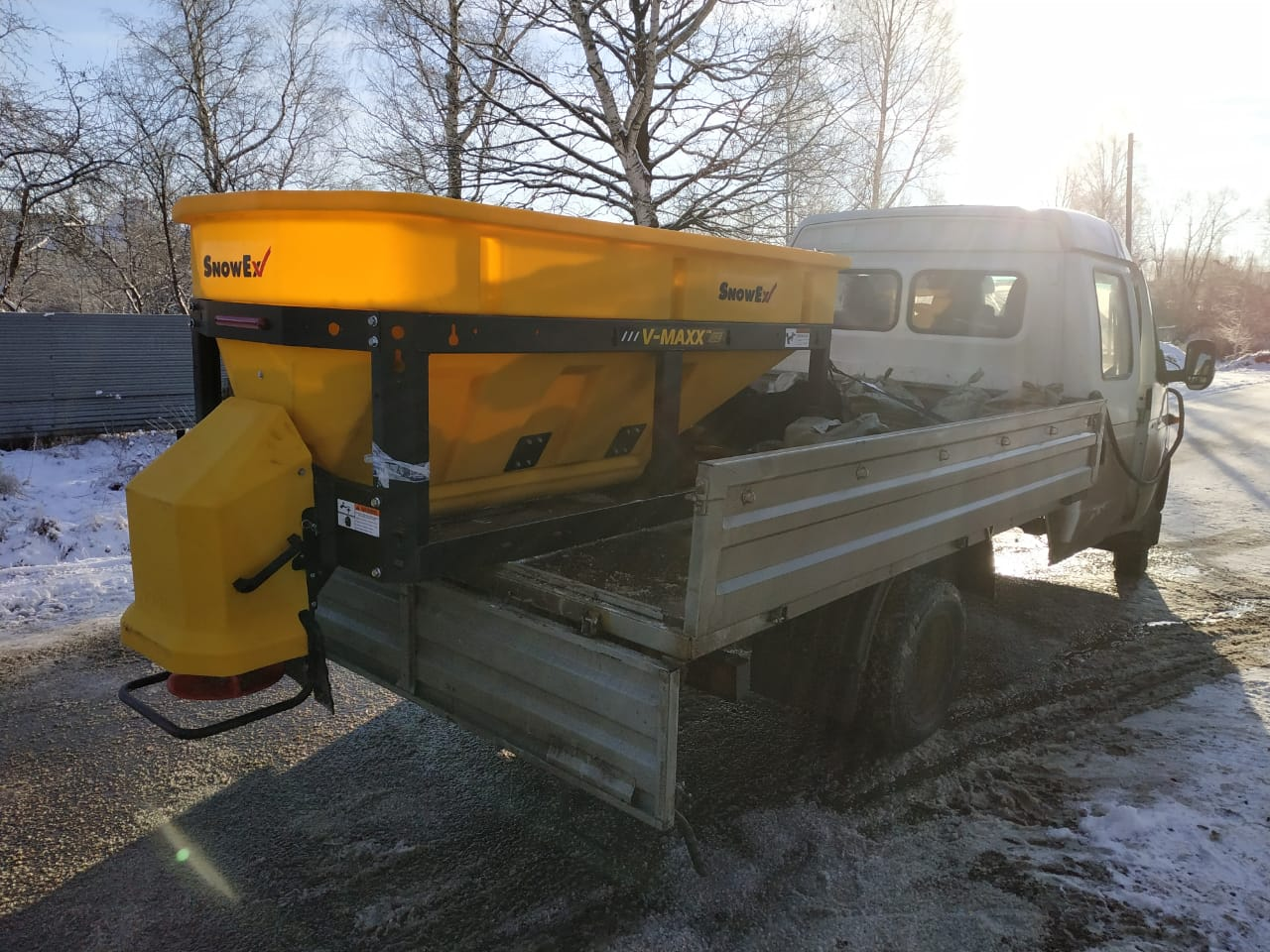
Пескосолеразбрасыватель в кузове автомобиля

- Прицепные — агрегатируются к транспортному средству с помощью зацепа
- Кузовные — монтируются в кузов автомобиля
- Ручные (механические) — процесс разбрасывания песка осуществляется с помощью прямой передачи, установленной между разбрасывающим диском и валом колесной пары

По материалам изготовления бункера:
- Сталь — главным минусом является существенная масса и подверженность коррозии бункера пескоразбрасывателя.
- Нержавеющая сталь — главным минусом является масса, пескоразбрасыватели из нержавеющей стали не установить в малотоннажные автомобили.
- Полимерный пластик — может устанавливаться на малотоннажные автомобили, но дорог по сравнению с металлическими аналогами

Пескоразбрасыватели различают по типу подачи сыпучего материала на тарелку распределителя:
- Шнековые — сыпучий материал поступает на распределительную тарелку с помощью шнека.
- Ленточные — сыпучий материал поступает на распределительную тарелку с помощью конвейерной ленты.
- Скребковые — сыпучий материал поступает на распределительную тарелку с помощью скребков по неподвижному жёлобу.